# Мстислав Глебович
Мстислав (в крещении Фёдор) Глебович (умер после 1239) — один из лидеров черниговских Ольговичей 1230-х годов, сын Глеба Святославича Черниговского.

## Место княжения
В Любецком синодике Мстислав упомянут как великий князь черниговский. В 1235 году с ним заключили мир осадившие Михаила Всеволодовича в Чернигове Даниил Галицкий и Владимир Рюрикович, что современные историки считают одним из примеров удачного вмешательства одних княжеств в дела других с передачей столицы этого княжества своему союзнику из местной династии (1175, 1216, 1226). Достоверно неизвестно, переставал ли Михаил быть черниговским князем в периоды своего галицкого (1235— осень 1238) и киевского (весна 1238—осень 1239) княжений.
По версии Л.Войтовича, Мстислав был новгород-северским князем в период с 1212 или 1215 (по разной датировки в летописях смерти Всеволода Чермного) по 1239 год, то есть занимал второй по старшинству стол в Чернигово-Северской земле. При этом Войтович Л. В. считает старшего двоюродного брата Мстислава, Михаила Всеволодовича, единственного упомянутого в 1223 году летописью Ольговича после черниговского князя Мстислава Святославича, в тот же период владельцем неназванного княжества вблизи Чернигова, а сыновей Владимира Святославича (также превосходящих Мстислава старшинством) владельцами Вщижского княжества. По традиционной версии, восходящей к Карамзину Н. М., новгород-северским князем после Владимира Игоревича был Изяслав Владимирович.

## Биография
В 1234 году Михаил Всеволодович, двоюродный брат Мстислава, совершил поход под Киев на Владимира Рюриковича, в ответ войска Даниила Галицкого вторглись под Чернигов и повоевали земли по Десне. Мстислав участвовал в заключении мира между черниговцами и Владимиром киевским и Даниилом. По версии Горского А. А., вокняжение в Чернигове Мстислава Глебовича вместо Михаила стало результатом силового вмешательства. И сообщение о заключении мира, и описание штурма города с применением мощной осадной техники ряд исследователей относят к штурму Чернигова монголами в 1239 году:
Лют бо бЕ бой у Чернигова, оже и таранъ на нь поставиша, меташа бо каменемь полтора перестрЕла, а камень, якоже можаху 4 мужи силнии подъяти
После гибели в битве на Сити Юрия Всеволодовича Владимирского и отъезда Ярослава Всеволодовича из Киева во Владимир (весна 1238) Киев был занят Михаилом Всеволодовичем. Во время нашествия монголов на Черниговское княжество и осады столицы (до 18 октября 1239 года) Мстислав командовал войсками, предпринявшими попытку деблокирующего удара. Спасти город не удалось, но после взятия Чернигова монголы в том году не стали продолжать поход вглубь Руси.
После 1239 года Мстислав в летописях не упоминается. Предположительно, вместе с Михаилом Всеволодовичем и другими Ольговичами уехал в Венгрию.

## Брак и дети
О жене Мстислава ничего не известно.
Возможные сыновья (также могут считаться сыновьями Мстислава Святославича черниговского; Андрей может считаться сыном Мстислава Глебовича или Мстислава Святославича рыльского):
- Дмитрий
- Андрей (убит в 1245[9])
- Иван
- Гавриил